# Pomasia denticlathrata
Pomasia denticlathrata är en fjärilsart som beskrevs av W. Warren 1893. Pomasia denticlathrata ingår i släktet Pomasia och familjen mätare. Inga underarter finns listade i Catalogue of Life.